# Faisal Husseini
Faisal Abdel Qader Al-Husseini (în arabă فيصل عبدالقادر الحسيني, translit. Fayṣal ibn ʿAbd al-Qādir al-Ḥusaynī) (n. 17 iulie 1940, Bagdad, Regatul Irakului⁠(d) – d. 31 mai 2001, Kuweit) a fost un politician palestinian considerat un posibil lider al poporului palestinian.

## Biografie
Al-Husseini s-a născut la Baghdad ca fiu al lui Abdel Kader al-Husseini, comandant al forțelor arabe locale în timpul războiului din 1948, nepot al lui Musa Kazim Pașa al-Husseini, primar al Ierusalimului, și rudă cu Haj Mohammad Amin al-Husseini, fostul mare muftiu al Ierusalimului. Faisal a studiat în Cairo, Bagdad și Damasc și a fost unul din membrii fondatori ai Uniunii Generale a Studenților Palestinieni (UGSP), în 1959.
Al-Husseini a lucrat apoi pentru Organizația pentru Eliberarea Palestinei (OEP) după stabilirea acesteia la Ierusalim, în calitate de director adjunct al Departamentului Organizării Publice, post pe care l-a ocupat între 1964 și 1965. A urmat ulterior o pregătire militară la Colegiul Militar din Damasc, după care s-a alăturat Armatei pentru Eliberarea Palestinei, în 1967.
În 1979, Al-Husseini a fondat și a devenit președintele Societății de Studii Arabe.
Între 1982 și 1987 Israelul l-a plasat în mod repetat în arest sau arest la domiciliu. A fost închis de câteva ori între aprilie 1987 și ianuarie 1989, dar a rămas activ în timpul primei Intifada.
În 1982 a devenit membru al Consiliului Islamic Suprem din Ierusalim. Ulterior a servit ca purtător de cuvânt palestinian, președinte al Consiliului Național Ierusalim/Palestina, membru și ulterior șef al delegației palestiniene la Conferința de Pace în Orientul Mijlociu de la Madrid și la tratativele care i-au urmat, șef al facțiunii Fatah din Cisiordania și ministru fără portofoliu în Autoritatea Națională Palestiniană (ANP).
Ultima funcție pe care a îndeplinit-o a fost cea de ministru pentru problemele Ierusalimului în cadrul ANP, funcție pe care a exercitat-o din Ierusalimul de Est. Faisal Husseini a murit în 2001, într-o perioadă în care încerca să repare relațiile dintre guvernul kuweitian și OEP, rupte în 1991, în timpul războiului din Golf, când OEP l-a sprijinit public pe Saddam Husein.
Al-Husseini a fost considerat un pragmatic de către jurnaliști. El a învățat singur să vorbească ebraică și a apărut în mod regulat în emisiuni radiofonice sau televizate din Israel pentru a explica punctele de vedere palestiniene.

## Deces
Husseini a murit în urma unui atac de cord în Kuweit, pe 31 mai 2001. După moartea sa Israelul a ocupat și închis cartierul său general, Casa Orientului. Husseini a fost îngropat într-un cavou al familiei de lângă Domul Stâncii, iar la funeraliile sale au participat mii de persoane.